# NGC 137
NGC 137 é uma galáxia localizada na direcção da constelação de Pisces. Possui uma declinação de +10° 12' 31" e uma ascensão recta de 0 horas, 30 minutos e 58,1 segundos.
A galáxia NGC 137 foi descoberta em 23 de Novembro de 1785 por William Herschel.